# マイケル・グルンスタイン
マイケル・グルンスタイン（Michael Grunstein、1946年8月30日 - 2024年2月18日）はアメリカ合衆国の生化学者。カリフォルニア大学ロサンゼルス校デイヴィッド・ゲフィン医科大学院教授。
ルーマニア生まれ。カナダのマギル大学で学士号を得て、イギリスのエジンバラ大学で博士号を受けた。スタンフォード大学でポスドク研究員として研究活動をしながら、組換えDNAの細胞群混成化のスクリーニング技術を発明した。 1975年UCLAに移籍したグルンスタインは、酵母のヒストンの遺伝学的解析を開拓し、最初のヒストンが細胞の遺伝子活動を調節することを示した。彼の研究は、真核生物のヒストンコードの解読に啓示を与え、エピジェネティクスの近代的研究の礎を築いた。
2001年には米国科学アカデミー会員、2008年にはアメリカ芸術科学アカデミー会員に選出された。

## 受賞歴
- 2003年 マスリー賞
- 2010年 ローゼンスティール賞
- 2012年 トムソン・ロイター引用栄誉賞
- 2016年 グルーバー賞 遺伝学部門
- 2018年 アルバート・ラスカー基礎医学研究賞
- 2022年 オールバニ・メディカルセンター賞

## 著書
- （共著）「遺伝子は私たちをどこまで支配しているか―DNAから心の謎を解く」鈴木光太郎 訳 新曜社 2003 ISBN 978-4788508552

## 参照
- Michael runstein, Ph.D. Distinguished Professor, Biological Chemistry, David Geffen School of Medicine, UCLA
- Jenny Ruth Morber: Profile of Michael Grunstein. In: Proceedings of the National Academy of Sciences. Band 108, Nr. 46, 2011, S. 18597–18599, doi:10.1073/pnas.1116909108